# 어도비 일러스트레이터
어도비 일러스트레이터(영어: Adobe Illustrator)는 어도비 시스템즈사에서 개발한 벡터 드로잉 프로그램이다. 맥 OS와 윈도우 플랫폼을 지원한다. 파일의 용량이 적고 벡터방식이기 때문에 그림을 확대해도 선명하다는 장점이 있다. 쿼크익스프레스, 어도비 포토샵과 더불어 전자출판에서 많이 사용한다. 포토샵은 주로 디지털 사진 보정 및 사실적인 컴퓨터 일러스트레이션에 중점을 둔다면 일러스트레이터는 디자인의 조판 및 로고, 그래픽 영역에 중점을 둔다. 다이어그램, 픽토그램, CI, 캐릭터 작업 등에 사용되며, 이미지 스캐너로 스캔한 그림을 따서 그리는 작업에도 쓰인다. 2018년 4분기 기준으로 개인은 일러스트레이터 단일 앱을 한 달에 23,100원에 이용할 수 있다.

## 역사
일러스트레이터는 매킨토시용으로 설계되어서 1985년에 어도비 사내 폰트 개발 소프트 웨어와 포스트 스크립트 파일 포맷의 상용화로 시작되었다. 커뮤니케이션 아츠(그래픽 디자인 잡지)에서 "Adobe Illustratior"라고 지칭했었다.

## 확장자
- Adobe Illustrator(ai)
- Adobe PDF(pdf)
- Illustrator EPS(eps)
- Illustrator 템플릿(ait)
- SVG(svg)
- SVG 압축(svgz)

## 출시
| 버전                     | 플랫폼                    | 출시 날짜        | 코드 네임        | 기능 |
| ------------------------ | ------------------------- | ---------------- | ---------------- | --- |
| 1.0                      | 맥 OS                     | 1987년 1월       | 피카소           | |
| 1.1                      | 맥 OS                     | 1987년 3월 19일  | 잉카             | |
| 2.0                      | 윈도우                    | 1989년 1월       | 피너클           | |
| 88                       | 맥 OS                     | 1988년 3월       | 피카소           | |
| 3                        | 맥 OS, NeXT, 그 외 유닉스 | 1990년 10월      | 사막 무스        | |
| 3.5                      | 실리콘 그래픽스           | 1991년           |                  | |
| 4                        | 윈도우                    | 1992년 5월       | 캥거루           | |
| 3.5                      | 솔라리스                  | 1993년           |                  | |
| 5                        | 맥 OS                     | 1993년 6월       | 새턴             | |
| 5.5                      | 맥 OS, 솔라리스           | 1994년 6월       | 야누스           | |
| 4.1                      | 윈도                      | 1995년           |                  | |
| 6                        | 맥 OS                     | 1996년 2월       | 뽀빠이           | |
| 7                        | 맥/윈도                   | 1997년 5월       | 심바             | |
| 8                        | 맥/윈도                   | 1998년 9월       | 엘비스           | |
| 9                        | 맥/윈도                   | 2000년 6월       | 마티스           | |
| 10                       | 맥/윈도                   | 2001년 11월      | 파로마           | |
| CS (11)                  | 맥/윈도                   | 2003년 10월      | 판게아/Sprinkles | |
| CS2 (12, 12.0.1)         | 맥/윈도                   | 2005년 4월 27일  | 조디악           | |
| CS3 (13)                 | 맥/윈도                   | 2007년 4월       | 이어손           | |
| CS4 (14)                 | 맥/윈도                   | 2008년 9월       | Sonnet           | |
| CS5 (15, 15.0.1, 15.0.2) | 맥/윈도                   | 2010년 5월       | Ajanta           | |
| CS6 (16)                 | 맥/윈도                   | 2012년 5월       | Ellora           | |
| CC (17)                  | 맥/윈도                   | 2013년 6월 17일  |                  | - 클라우드 통합 (글꼴, 색상 팔레트 및 설정 동기화, 동작 통합) - 새로운 타이핑 기능 - 여러 파일 위치 - 브러시 이미지 - CSS 추출 |
| CC 2014(18.0)            |                           | 2014년 6월 18일  |                  | - 라이브 사각형 - 그리드 스냅, - Windows GPU 성능 |
| CC 2015(19.0.0)          |                           | 2015년 6월 16일  |                  | - Adobe Stock 통합 - 안전 모드 - 파일 데이터 복구 - GPU성능 향상 - 차트 미리보기 |
| CC 2015(20.0)            |                           | 2016년 6월 20일  |                  | - Adobe Experience Design CC 통합 - 자산 및 대지의 빠른 내보내기 |
| CC 2017(21.0.0)          | 맥/윈도                   | 2016년 11월 2일  |                  | - 정렬 도구 개선 - 글꼴 빨리 찾기 - 글리프 사용 용이 - 무료 Adobe Stock 템플릿을 포함한 템플릿에 쉽게 액세스 - Creative Cloud에 저장된 모든 자산을 보관 및 복원 - Typekit Marketplace 소개 - 선택된 글꼴 목록 위로 마우스를 이동하여 실시간 미리보기 확인 - 플랫 UI 및 새 아이콘 |
| CC 2018(22.0.0)          |                           | 2017년 10월 18일 |                  | - 속성 패널; Puppet Warp - 1000 개의 대지 - 변수 및 SVG 색상 글꼴 지원 - MacBook 터치바 지원 |
| CC 2019(23.0.0)          |                           | 2018년 10월 15일 |                  | - 자유 변형 그라디언트 - 전역 편집; 보기 트림 - 확장 가능한 U - 사용자 정의 도구 모음; - 내용 인식 자르기 - 향상된 시각적 글꼴 브라우징 - 안정성 향상 |

## 단축키
윈도우는 Ctrl 맥북은 command이다.
|          | 기능                       | 명령어       |
| -------- | -------------------------- | ------------ |
| 파일     | 새 문서                    | Ctrl+N       |
| 파일     | 불러오기                   | Ctrl+O       |
| 파일     | 이미지 창 닫기             | Ctrl+W       |
| 파일     | 모든 창 닫기               | Ctrl+Alt+W   |
| 파일     | 저장                       | Ctrl+S       |
| 파일     | 다른이름으로 저장          | Ctrl+Shift+S |
| 파일     | 복사해서 저장              | Ctrl+Alt+S   |
| 파일     | 종료                       | Ctrl+Q       |
| 편집     | 명령 취소                  | Ctrl+Z       |
| 편집     | 명령 복귀                  | Ctrl+Shift+Z |
| 편집     | 자르기                     | Ctrl+X       |
| 편집     | 복사하기                   | Ctrl+C       |
| 편집     | 붙여넣기                   | Ctrl+V       |
| 편집     | 전체선택                   | Ctrl+A       |
| 편집     | 전체선택 해제              | Ctrl+Shift+A |
| 편집     | 앞에 붙이기                | Ctrl+F       |
| 편집     | 뒤에 붙이기                | Ctrl+b       |
| 편집     | 삭제                       | Delete       |
| 오브젝트 | 변형 작업 반복             | Ctrl+D       |
| 오브젝트 | 그룹 만들기                | Ctrl+G       |
| 오브젝트 | 그룹해제                   | Ctrl+Shift+G |
| 오브젝트 | 오브젝트를 앞으로          | Ctrl+]       |
| 오브젝트 | 오브젝트를 뒤로            | Ctrl+[       |
| 오브젝트 | 오브젝트를 맨 앞으로       | Ctrl+shift+] |
| 오브젝트 | 오브젝트를 맨 뒤로         | Ctrl+shift+[ |
| 오브젝트 | 잠금                       | Ctrl+2       |
| 오브젝트 | 잠금 모두 해제             | Ctrl+Alt+2   |
| 도구     | 선택 도구                  | V,Ctrl       |
| 도구     | 직접선택                   | A            |
| 도구     | 펜 도구                    | P            |
| 도구     | 문자 도구                  | T            |
| 도구     | 선분 도구                  | W            |
| 도구     | 사각형 도구                | M            |
| 도구     | 원형 도구                  | L            |
| 도구     | 페인트 브러쉬              | B            |
| 도구     | 연필 도구                  | N            |
| 도구     | 회전 도구                  | R            |
| 도구     | 반사도구                   | O            |
| 도구     | 크기 조절                  | S            |
| 도구     | 자유변형                   | E            |
| 도구     | 그라디언트                 | G            |
| 도구     | 스포이드                   | I            |
| 도구     | 손도구                     | H,Space bar  |
| 도구     | 돋보기                     | Z            |
| 타입     | 글자 아웃라인 만들기       | Ctrl+Shift+O |
| 타입     | 단어 끝 부분으로 커서 이동 | Ctrl+→       |
| 타입     | 단어 첫 부분으로 커서 이동 | Ctrl+⟵       |
| 타입     | 오른쪽 정렬                | Ctrl+Shift+R |
| 타입     | 왼쪽 정렬                  | Ctrl+Shift+L |
| 타입     | 가운데 정렬                | Ctrl+Shift+C |
| 타입     | 정렬 초기화                | Ctrl+Shift+J |

## 같이 보기
- 잉크스케이프